# Albussac
Albussac település Franciaországban, Corrèze megyében. Lakosainak száma 730 fő (2022. január 1.). Albussac Beynat, Forgès, Ménoire, Neuville, Saint-Chamant, Sainte-Fortunade és Lagarde-Marc-la-Tour községekkel határos.

## Népesség
A település népességének változása:
| Lakosok száma | 851  | 718  | 668  | 691  | 692  | 713  | 731  | 737  | 740  | 730  |
|               | 1968 | 1982 | 1999 | 2006 | 2011 | 2015 | 2017 | 2018 | 2020 | 2022 |